# Chlorodendrales
Classe
Ordre
Les Chlorodendrales sont un ordre d’algues vertes qui est le seul de la classe des Chlorodendrophyceae dans la division des Chlorophyta. Cet ordre est unique car les écailles fusionnent pour former une thèque. Les cellules de cet ordre sont entièrement recouvertes d'écailles, qui fusionnent extracellulairement pour former la thèque mais restent séparées individuellement sur le flagelle. Les espèces composant les Chlorodendrales vivent aussi bien en eau douce qu'en eau salée et sont aussi bien benthiques que planctoniques.

## Liste des familles
Selon AlgaeBase (2 mai 2013) :
- famille des Chlorodendraceae (en) Oltmanns
- famille des Halosphaeraceae (hr) Haeckel

Selon ITIS (7 février 2025) :
- famille des Chlorodendraceae
- famille des Halosphaeraceae

Selon World Register of Marine Species (7 février 2025) :
- famille des Chlorodendraceae Oltmanns, 1904
- famille des Halosphaeraceae Haeckel, 1894
- famille des Pterosphaeridiaceae K.Mädler, 1963